# کولیک (دهانه)

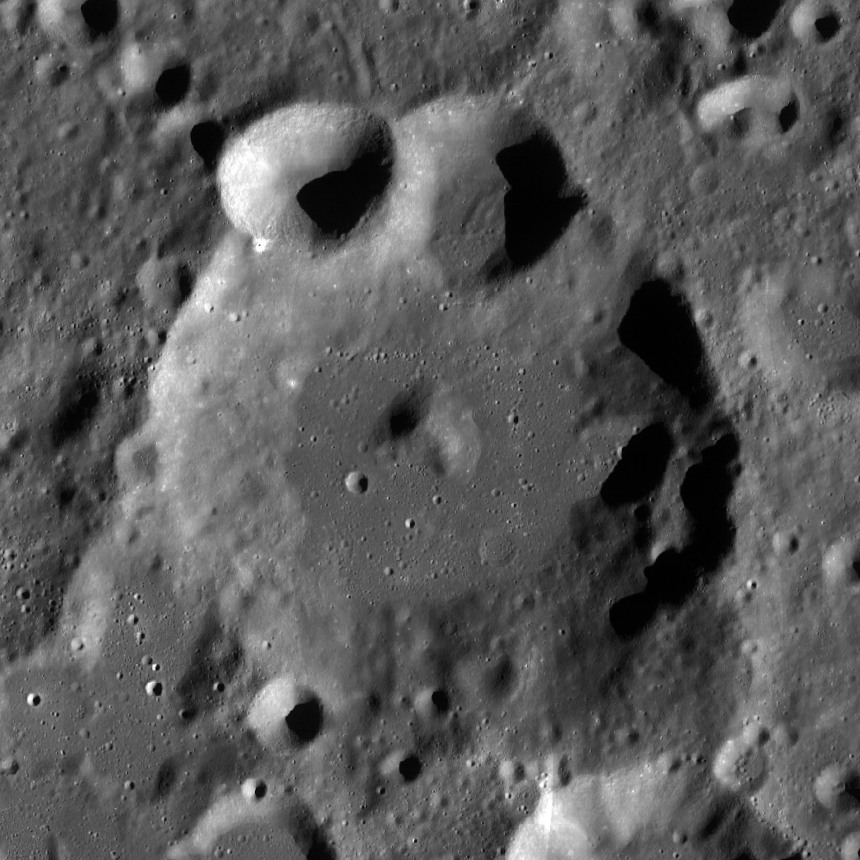
دهانه برخوردی در ماه

کولیک یک دهانه برخوردی در ماه‌ است.

## دهانه‌های اقماری
این دهانه ۳ دهانه اقماری دارد.
| Kulik | عرض جغرافیایی | طول جغرافیایی | قطر          |
| ----- | ------------- | ------------- | ------------ |
| K     | ۳۹.۱° N       | ۱۵۱.۶° W      | ۴۲.۰ کیلومتر |
| J     | ۴۰.۶° N       | ۱۵۱.۴° W      | ۴۶.۰ کیلومتر |
| L     | ۴۰.۸° N       | ۱۵۳.۵° W      | ۳۳.۰ کیلومتر |